# ワン・ワールド・フェスティバル
ワン・ワールド・フェスティバル (One World Festival) は、日本の国際協力・交流のお祭りである。国際協力・交流の催しとしては東海地方のワールド・コラボ・フェスタや関東地方のグローバルフェスタと並んで西日本最大級となる。

## 概要
広く市民に国際協力・交流の大切さを知って貰い、活動に参加して貰う切掛け作りの場を提供する目的で始められた。関西を中心に国際協力に携わっているNPO・NGOを始め、国際機関、政府機関、教育機関、企業等様々な機関が協力して開催している。

## 特徴
建物内で行われるため、セミナーやワークショップなどのプログラムが充実していることもあり 、毎年多くの来場者数で賑わう。入場は無料。
国際協力・交流の分野だけではなく、環境、国際理解教育、異文化理解、保健医療、
人権・平和・難民、多文化共生、人材育成など、様々な分野で活動している団体が多く参加する。
各分野の活動紹介展、シンポジウム、セミナー・ワークショップ、体験コーナー等様々なブースが用意され、民族料理模擬展も多数出展される。来場者参加型のクイズラリーを実施する等して、異文化の相互理解を図っている。
又、模擬展で使用される食器には洗って何度でも使える「リユース・食器・システム」が導入されゴミの削減に貢献している。料理食材の輸送時に掛かるエネルギーを表示するフードマイレージに取り組んでいる。

## 歴史
初回から第6回は、政府系の国際機関や自治体設立の財団、経済団体等で構成された運営を実行委員会が主催し、関西国際交流団体協議会が企画受託、会員で構成する運営委員会が担うという形で開催した。
第7回以降は関西国際交流団体協議会が新たに公募制の実行委員会を結成して主催している。過去には大阪城公園や花博記念公園鶴見緑地、大阪国際交流センター、関テレスクエア・扇町公園で開催されていた。2024年度は梅田スカイビルで2月上旬に開催された。

### 過去の開催実績
| 開催回         | 項目              | 値 |
| -------------- | ----------------- | --- |
| 第1回 1993年   | 開催日            | 1993年10月17日(日) 10時～16時 |
| 第1回 1993年   | 開催場所          | 大阪城公園 太陽の広場 |
| 第1回 1993年   | 来場者数          | 約30,000人 |
| 第2回 1994年   | 開催日            | 1994年10月16日(日) 10時～16時 |
| 第2回 1994年   | 開催場所          | 大阪城公園 太陽の広場 |
| 第2回 1994年   | 来場者数          | 約58,000人 |
| 第3回 1995年   | 開催日            | 1995年10月15日(日) 10時～16時 |
| 第3回 1995年   | 開催場所          | 花博記念公園 鶴見緑地 |
| 第3回 1995年   | 来場者数          | 約80,000人 |
| 第4回 1996年   | 開催日            | 1996年10月20日(日) 10時～16時 |
| 第4回 1996年   | 開催場所          | 花博記念公園 鶴見緑地 |
| 第4回 1996年   | 来場者数          | 約55,000人 |
| 第5回 1997年   | 開催日            | 1997年10月19日(日) 10時～16時 |
| 第5回 1997年   | 開催場所          | 花博記念公園 鶴見緑地 |
| 第5回 1997年   | 来場者数          | 約70,000人 |
| 第6回 1998年   | 開催日            | 1998年11月3日(火・祝) 10時～16時 |
| 第6回 1998年   | 開催場所          | 花博記念公園 鶴見緑地 |
| 第6回 1998年   | 来場者数          | 約50,000人 |
| 第7回 2000年   | 開催日            | 2000年2月26日(土) 11時～21時・27日(日) 11時～16時 |
| 第7回 2000年   | 開催場所          | 大阪国際交流センター |
| 第7回 2000年   | 来場者数          | 約10,000人 |
| 第8回 2001年   | 開催日            | 2001年1月7日(日) 10時～18時 |
| 第8回 2001年   | 開催場所          | 大阪国際交流センター |
| 第8回 2001年   | 来場者数          | 約9,000人 |
| 第9回 2001年   | 開催日            | 2001年10月13日(土) 11時～18時・14日(日) 10時～17時 |
| 第9回 2001年   | 開催場所          | 大阪国際交流センター |
| 第9回 2001年   | 来場者数          | 約10,000人 |
| 第10回 2003年  | 開催日            | 2003年1月11日(土) 11時～17時30分・12日(日) 10時～17時 |
| 第10回 2003年  | 開催場所          | 大阪国際交流センター |
| 第10回 2003年  | 来場者数          | 約15,000人 |
| 第11回 2003年  | 開催日            | 2003年11月2日(日) 10時～17時・3日(月・祝) 10時～17時 |
| 第11回 2003年  | 開催場所          | 大阪国際交流センター |
| 第11回 2003年  | 来場者数          | 約7,000人 |
| 第12回 2005年  | 開催日            | 2005年2月5日(土) 10時～17時・6日(日) 10時～17時 |
| 第12回 2005年  | 開催場所          | 大阪国際交流センター |
| 第12回 2005年  | 来場者数          | 約13,000人 |
| 第13回 2006年  | 開催日            | 2006年2月4日(土) 10時～17時・5日(日) 10時～16時 |
| 第13回 2006年  | 開催場所          | 大阪国際交流センター |
| 第13回 2006年  | 来場者数          | 約8,000人 |
| 第14回 2007年  | 開催日            | 2007年2月3日(土) 10時～17時・4日(日) 10時～16時 |
| 第14回 2007年  | 開催場所          | 大阪国際交流センター |
| 第14回 2007年  | 来場者数          | 約12,600人 |
| 第15回 2008年  | 開催日            | 2008年2月2日(土) 10時～17時・3日(日) 10時～16時 |
| 第15回 2008年  | 開催場所          | 大阪国際交流センター |
| 第15回 2008年  | 来場者数          | 約13,500人 |
| 第16回 2009年  | 開催日            | 2008年12月20日(土) 10時～17時・21日(日) 10時～16時 |
| 第16回 2009年  | 開催場所          | 大阪国際交流センター |
| 第16回 2009年  | 来場者数          | 約12,300人 |
| 第16回 2009年  | 参加著名人        | 池上彰 |
| 第17回 2010年  | 開催日            | 2010年2月6日(土) 10時～17時・7日(日) 10時～16時 |
| 第17回 2010年  | 開催場所          | 大阪国際交流センター |
| 第17回 2010年  | 来場者数          | 約14,500人 |
| 第17回 2010年  | 参加著名人        | ルー大柴、シャンプーハット、桑山紀彦、塩谷瞬、西靖、笑福亭鶴笑 |
| 第18回 2011年  | 開催日            | 2011年2月5日(土) 10時～17時・6日(日) 10時～16時 |
| 第18回 2011年  | 開催場所          | 大阪国際交流センター |
| 第18回 2011年  | 来場者数          | 約17,500人 |
| 第18回 2011年  | 参加著名人        | ルー大柴、細川佳代子、セイン・カミュ、鈴木重子、冨永愛、シャンプーハット |
| 第18回 2011年  | ボランティア数    | 200人 |
| 第19回 2012年  | 開催日            | 2012年2月4日(土) 10時～17時・5日(日) 10時～17時 |
| 第19回 2012年  | 開催場所          | 大阪国際交流センター |
| 第19回 2012年  | 来場者数          | 17,000人 |
| 第19回 2012年  | 参加団体          | 180団体 |
| 第19回 2012年  | 実行委員          | （公社）アジア協会アジア友の会、（一財）アジア・太平洋人権情報センター、（公財）オイスカ関西支部、（公財）大阪国際交流センター、（公財）大阪府国際交流財団、（公財）大阪YMCA、（独）国際協力機構関西国際センター、在日コリアン青年連合、（特活）地域環境デザイン研究所ecotone、（特活）南東アジア交流協会、なんとかしなきゃ！プロジェクト実行委員会、（一財）日本国際飢餓対策機構、フェアトレード・サマサマ |
| 第19回 2012年  | 参加著名人        | 小田 兼利、ルー大柴、真戸原直人、田中雅美、オスマン・サンコン、わかぎゑふ、ジェフ・バーグランド |
| 第19回 2012年  | ボランティア数    | 200人 |
| 第20回2013年度 | 開催日            | 2013年2月2日(土) 10時～17時・3日(日) 10時～17時 |
| 第20回2013年度 | 開催場所          | 大阪国際交流センター |
| 第20回2013年度 | 来場者数          | 16,500人 |
| 第20回2013年度 | 参加団体          | 182団体 |
| 第20回2013年度 | 実行委員          | （公社）アジア協会アジア友の会、（一財）アジア・太平洋人権情報センター、（公財）オイスカ関西支部、（公財）大阪国際交流センター、（公財）大阪府国際交流財団、（社）大阪南太平洋協会、（独）国際協力機構関西国際センター、SPEC、（特活）地域環境デザイン研究所ecotone、なんとかしなきゃ！プロジェクト実行委員会、（一財）日本国際飢餓対策機構、フェアトレード・サマサマ |
| 第20回2013年度 | 参加著名人        | ルー大柴、横塚眞己人、桑山紀彦、坂東元 |
| 第20回2013年度 | ボランティア数    | 199人 |
| 第21回2014年   | 開催日            | 2014年2月1日(土) 10時～17時・2日(日) 10時～17時 |
| 第21回2014年   | 開催場所          | 関テレ扇町スクエア・北区民センター・扇町公園 |
| 第21回2014年   | 来場者数          | 約17,500人 |
| 第21回2014年   | 実行委員          | (公社)アジア協会アジア友の会、(一財)アジア・太平洋人権情報センター、(公財)オイスカ 関西支部、(公財)大阪国際交流センター、大阪市北区役所、(公財)大阪市都市型産業振興センター、クリエイティブネットワークセンター大阪 メビック扇町、(公財)大阪府国際交流財団、(公財)大阪ＹＭＣＡ、(公財)大阪ＹＷＣＡ、関西テレビ放送(株)、(独)国際協力機構 関西国際センター、ＳＰＥＣ、(特活)地域環境デザイン研究所 ecotone、なんとかしなきゃ！プロジェクト実行委員会、(一財)日本国際飢餓対策機構、フェアトレード・サマサマ、(一社)南太平洋協会、(特活)関西国際交流団体協議会 |
| 第22回2015年   | 開催日            | 2015年2月7日(土) 10時～17時・8日(日) 10時～17時 |
| 第22回2015年   | 開催場所          | 関テレ扇町スクエア(１階アトリウム、３階メビック扇町)・北区民センター・扇町公園 |
| 第22回2015年   | 来場者数          | 約26,000人 |
| 第23回2016年   | 開催日            | 2016年2月6日(土) 10時～17時・7日(日) 10時～17時 |
| 第23回2016年   | 開催場所          | 関テレ扇町スクエア(１階アトリウム、３階メビック扇町)・北区民センター・扇町公園 |
| 第23回2016年   | 来場者数          | 約24,000人 |
| 第24回2017年   | 開催日            | 2017年2月4日(土) 10時～17時・5日(日) 10時～17時 |
| 第24回2017年   | 開催場所          | 関テレ扇町スクエア(１階アトリウム、３階メビック扇町)・北区民センター・扇町公園 |
| 第24回2017年   | 来場者数          | 約25,000人 |
| 第25回2018年   | 開催日            | 2018年2月3日(土) 10時～17時・4日(日) 10時～17時 |
| 第25回2018年   | 開催場所          | 関テレ扇町スクエア(１階アトリウム)・北区民センター・扇町公園 |
| 第25回2018年   | 来場者数          | 約25,000人 |
| 第26回2019年   | 開催日            | 2019年2月2日(土) 10時～17時・3日(日) 10時～17時 |
| 第26回2019年   | 開催場所          | 関テレ扇町スクエア(１階アトリウム)・北区民センター・扇町公園 |
| 第26回2019年   | 来場者数          | 約25,000人 |
| 第27回2020年   | 開催日            | 2020年2月1日(土) 10時～17時・2日(日) 10時～17時 |
| 第27回2020年   | 開催場所          | 関テレ扇町スクエア１階・北区民センター・扇町公園 |
| 第27回2020年   | 来場者数          | 約26,000人 |
| 第28回2021年   | 開催日            | 2021年2月1日(月) ～21日(日) |
| 第28回2021年   | 開催場所          | 特設サイト(コロナ禍の為、オンライン開催) |
| 第28回2021年   | 視聴者数          | 約46,000回数 |
| 第29回2022年   | 開催日            | 2022年2月1日(土)10時 ～21日(日)17時 |
| 第29回2022年   | 開催場所          | 特設サイト(コロナ禍の為、オンライン開催) |
| 第29回2022年   | 視聴者数          | 約46,000回数 |
| 第30回2023年   | 開催日            | リアル開催 2023年2月4日(土) ・5日(日) 10時～17時 ライブ配信 2023年2月4日(土) ・5日(日) 10時～17時 オンライン 2023年2月1日(水) ～28日(火) |
| 第30回2023年   | 開催場所          | 関テレ扇町スクエア１階・北区民センター・扇町公園・山西福祉記念会館特設サイト |
| 第30回2023年   | 来場者数 視聴者数 | 約24,500人 約25,000回数 |
| 第31回2024年   | 開催日            | リアル開催 2024年2月3日(土) 10時～17時・4日(日) 10時～16時30分 オンライン 2024年2月1日(木) ～29日(木) |
| 第31回2024年   | 開催場所          | リアル開催 梅田スカイビル(ステラホール・タワーウエスト4階会議室・ワンダースクエア) オンライン ワン・ワールド・フェスティバル公式HP |
| 第31回2024年   | 来場者数 視聴者数 | 約24,000人 14,245回数 |

## 構成
実行委員会は毎年公募制となっており、NPO/NGOをはじめ、政府機関、教育機関、企業など、様々なステークホルダーが参加してフェスティバルをつくりあげている。
実行委員会詳細は#過去の開催実績の節を参照。
事務局（特活）関西国際交流団体協議会が事務局を担っている。
出展団体毎回150程の団体が出展する。
ボランティア#ボランティアの項目を参照。

### ボランティア
年代性別職業を問わず幅広い市民が参加している。ボランティアの参加人数は平均で200名で、下記の2種類から構成される。
当日ボランティア事前の説明会と開催当日のみで活動するボランティア。主な内容は以下の四つ。
- フェスティバル本部やインフォメーションを担当してフェスティバル全体を支える活動
- 体験型プログラムを担当して、来場者にプログラムの説明等を補佐する活動
- ホールや会議室のプログラムを担当して、セミナーやワークショップの運営を補佐する活動
- ワンフェスの広報活動

コアボランティア開催約半年前から毎週土曜日に活動し、下記の2チームから構成される。お互いの事をニックネームで呼び合う為、本名を知らない者が多い。
運営チーム当日ボランティア向け説明会の準備、ボランティアマニュアル作成、各担当の割り振り等を行う。
広報・インフォメーションチーム当日ボランティア募集やワン・ワールド・フェスティバルの広報活動等を行う。

## 著名な参加者
毎回国際協力に関係する活動家や芸能人等を招待して、講演やトークショーを行っている。詳細は#過去の開催実績の節を参照。